# Chrysler Stratus
Chrysler Stratus var en personbilsmodel fra den amerikanske bilfabrikant Chrysler.
Bilen, som fandtes som sedan og cabriolet (Convertible), var i produktion fra august 1995 til april 2001 og blev efterfølgende afløst af Chrysler Sebring.

## Sedan
I Europa blev den lukkede version af Stratus kun markedsført med fire døre. Bilen kom på markedet i USA i 1995 under navnet Chrysler Cirrus; med sin platform JA var den med undtagelse af mindre udstyrsdetaljer identisk med Plymouth Breeze og Dodge Stratus. Chrysler-versionen fik navnet Stratus til det i sommeren 1995 startende salg i Europa. Ved sin europæiske introduktion svarede karrosseridesignet i vidt omfang til den nordamerikanske Dodge Stratus; kun emblemerne og skrifttrækkene var unikke for Chrysler. De stive sidespejle på den amerikanske version blev til det europæiske marked erstattet af en fleksibel udførelse.
Teknikken på de til Europa producerede biler blev tilpasset de lovmæssige bestemmelser samt de øgede belastninger som følge af de højere hastigheder. Dermed fik Chrysler Stratus som standard skivebremser også på baghjulene, strammere afstemte støddæmpere, en oliekøler på versionerne med automatgear, sideblinklys samt den lovmæssigt påkrævede lyslængderegulering på forlygterne.
Ved et facelift i 1998 blev frontgrillen fra Dodge udskiftet med den fra den ligeledes reviderede Chrysler Cirrus. Den var nu udstyret med forkromet ramme og det på den sorte grill på en kromstribe monterede nye Chrysler-emblem. På bagklappen bortfaldt de fra Dodge kendte pyntestriber, som blev udskiftet med et med Dodge identisk Stratus-skrifttræk.
- Chrysler Stratus sedan (1998−2001)

Kabineudstyret i Chrysler Stratus orienterede sig mod Chrysler Cirrus, som i forhold til Dodge Stratus og Plymouth Breeze var bedre udstyret.

## Cabriolet
Chrysler Stratus Cabriolet gjaldt som efterfølger for Chrysler LeBaron. Modellen, som i Europa blev markedsført som Stratus Cabriolet, var identisk med den amerikanske Chrysler Sebring Convertible.
Cabrioletversionen, som kom på markedet i august 1996, blev bygget på en modificeret JA-platform (JX). Ud over et stort bagagerum på 300 liter, også ved åben kaleche, havde bilen tilstrækkelig plads til fire personer. Bilen fik i 1999 et facelift, som kunne kendes på den større kølergrill. Efterfølgeren fik i år 2001 i Europa ligeledes navnet Sebring.
- Chrysler Stratus Cabriolet (1996−1999)
- Chrysler Stratus Cabriolet (1999−2001)

## Tekniske data

### Tekniske data
|                                                | 2.0                 | 2.5                  |
| Byggeår                                        | 8/1995–4/2001       | 8/1995–4/2001        |
| Udstyrsvarianter                               | LE, LX              | LX, Limited          |
| Motordata                                      |                     |                      |
| Motortype                                      | R4-benzinmotor      | V6-benzinmotor       |
| Antal ventiler pr. cylinder                    | 4                   | 4                    |
| Ventilstyring                                  | OHC, tandrem        | 2 × OHC, tandrem     |
| Fødesystem                                     | Multipoint          | Multipoint           |
| Trykladning                                    | –                   | –                    |
| Køling                                         | Vandkøling          | Vandkøling           |
| Boring × slaglængde                            | 87,5 × 83,0 mm      | 83,5 × 76,0 mm       |
| Slagvolume                                     | 1996 cm³            | 2497 cm³             |
| Kompressionsforhold                            | 9,8:1               | 9,4:1                |
| Maks. effekt ved omdr./min.                    | 98 kW (133 hk) 5850 | 120 kW (163 hk) 5850 |
| Maks. drejningsmoment ved omdr./min.           | 174 Nm 4550         | 218 Nm 4400          |
| Kraftoverførsel                                |                     |                      |
| Drivende hjul                                  | Forhjul             | Forhjul              |
| Gearkasse                                      | 5-trins manuel      | 4-trins automatisk   |
| Præstationer (sedan)                           |                     |                      |
| Topfart                                        | 205 km/t            | 210 km/t             |
| Acceleration 0-100 km/t                        | 10,9 sek.           | 10,5 sek.            |
| Brændstofforbrug pr. 100 km ved blandet kørsel | 8,2 liter Blyfri 95 | 10,7 liter Blyfri 95 |
| Præstationer (cabriolet)                       |                     |                      |
| Topfart                                        | 193 km/t            | 198 km/t             |
| Acceleration 0-100 km/t                        | 14,4 sek.           | 10,5 sek.            |
| Brændstofforbrug pr. 100 km ved blandet kørsel | 9,3 liter Blyfri 95 | 11,5 liter Blyfri 95 |